# Bak (distrikt)
Bak är ett distrikt i Afghanistan. Det ligger i provinsen Khost, i den östra delen av landet, 140 kilometer sydost om huvudstaden Kabul. Administrativ huvudort är Bak.
Distriktet beräknades år 2022 ha cirka 26 000 invånare.